# Billet de 500 francs Molière
Pour les articles homonymes, voir 500 francs.
Recto
Verso
Chronologie
Création de la valeur 500 francs Pascal
Le 500 francs Molière est un billet de banque français créé le 2 juillet 1959, émis à partir du 2 décembre 1960 par la Banque de France. Il sera remplacé par le 500 francs Pascal.

## Historique
Ce billet polychrome imprimé en taille-douce appartient à la série des « créateurs et scientifiques célèbres » qui domine le choix des vignettes françaises depuis le début des années 1950. Le 5 avril 1956, le choix de la Banque se porte sur Georges Clemenceau pour une coupure titrée « 50 000 francs », mais à l'annonce de la réforme monétaire et comme par surprise, c'est Molière qui est choisi. De fait ce billet est la seule véritable création pour les coupures exprimées en nouveaux francs, les autres reprenant des types déjà fabriqués au cours des années 1950 (à savoir Victor Hugo, Richelieu, Henri IV et Bonaparte).
Ce billet porte l'acronyme « NF » pour « nouveaux francs ». À noter que les premiers essais d'impression ont été libellés en anciens francs, les cartouches comportant la somme « 50 000 » et « cinquante mille francs ». On remarque d'ailleurs que la taille de ces cartouches était bien prévue au départ pour ces mentions, preuve que le projet de billet Molière date d'avant la réforme du franc. Quelques très rares exemplaires de ce billet de 50 000 francs existent et s'arrachent à prix d'or chez les collectionneurs qui en ont les moyens.
Il a été prématurément retiré de la circulation à la suite de contrefaçons et remplacé par le 500 francs Pascal en janvier 1969. Il s'agit donc du billet en nouveaux francs ayant eu la plus courte durée de vie et il a été remplacé par celui ayant eu la plus grande durée de circulation !
Imprimé de juillet 1959 à janvier 1968, ce billet est progressivement retiré de la circulation à compter du 9 mars 1970, et cesse d'avoir cours légal le 30 avril 1971.
Son tirage total est de 62 500 000 exemplaires.

## Description
Il fut dessiné par Jean Lefeuvre et gravé par André Marliat et Jules Piel.
Les tons dominants sont le rouge-brun et l'ocre.
Au recto : centré le buste de Molière inspiré par l’œuvre de Pierre Mignard exposé au Musée Condé de Chantilly avec en fond, les loges remplies de spectateurs d'un théâtre du XVIIe siècle et la fosse d'un orchestre.
Au verso : le même buste de Molière avec en fond des fauteuils occupés de spectateurs et un plateau de théâtre sur lequel se joue une scène du Malade imaginaire : c'est là que le dramaturge-comédien tomba en syncope et ensuite mourut. Deux frises latérales s'ornent de symboles liés à la comédie.
Le filigrane blanc représente la tête d'Armande Béjart de trois quarts.
Les dimensions sont de 182 × 97 mm.